# Sadah Shuchari
Sadah Shuchari (11 tháng 12 năm 1906 - 20 tháng 5 năm 2001), còn có nghệ danh là Sadah Schuhari, tiếng Nga là Сада Шухари, là một nghệ sĩ vĩ cầm và nhà giáo dục âm nhạc người Mỹ. Bà còn là bè trưởng của Dàn nhạc giao hưởng Vermont từ năm 1964 đến năm 1979.

## Đầu đời
Sadah Shuchari có tên khai sinh là Sadah "Sadie" Schwartz. Bà sinh ra tại Enfield, Connecticut, là con gái của Charles Schwartz và Dora Gerber Schwartz. Cha mẹ bà là người Do Thái nhập cư từ Romania, trong đó cha bà là người kinh doanh bảo hiểm.
Shuchari theo học tại trường âm nhạc Juilliard, và học vĩ cầm dưới sự dẫn dắt của Leopold Auer và Paul Kochanski. Bà cũng được đào tạo bởi các nhà soạn nhạc Rubin Goldmark, George Enescu và Felix Salmond.
Thời gian sau đó, bà lấy bằng cử nhân tại Đại học Vermont năm 1962, và có được bằng thạc sĩ tại Cao đẳng Sư phạm, Đại học Columbia năm 1964.

## Sự nghiệp
Shuchari đã giành được Học bổng Naumburg năm 1927, và Giải thưởng Tưởng niệm Schubert năm 1928. Bà đã biểu diễn tại Tòa thị chính của New York với nghệ sĩ dương cầm Isabelle Yalkovsky Byman, trong một buổi hòa nhạc kỷ niệm 100 năm ngày mất của Franz Schubert vào năm 1928. Bà cũng tái diễn với Yalkovsky tại trường Juilliard vào năm 1931.
Shuchari đã thu âm cho hãng Victor vào năm 1928  và 1934. Bà cũng đã biểu diễn một số chương trình trên đài phát thanh.
Bà ra mắt công chúng với tư cách là một nghệ sĩ độc tấu trong các buổi độc tấu và với các bản giao hưởng ở New York, Boston, Philadelphia, San Francisco, Los Angeles, Hartford, Toronto, Baltimore, Harrisburg,   Fort Worth, và El Paso vào những năm 1930. Bà gia nhập một khoa của trường Vermont Junior College vào năm 1945, với tư cách là một giáo sư âm nhạc. Bà tiếp tục biểu diễn ở Vermont trong những năm sau đó,  và là bè trưởng của Dàn nhạc Philharmonic Vermont từ năm 1964 đến năm 1979. Buổi biểu diễn công khai cuối cùng của bà là vào năm 1983, tại buổi hòa nhạc kỷ niệm 25 năm thành lập của dàn nhạc giao hưởng Vermont.

## Đời tư
Shuchari kết hôn với một nhân viên đại lý bảo hiểm của Wallace Parker Start vào năm 1937. Họ có hai người con, Frank và Meda, sau đó họ ly hôn vào năm 1954. Năm 1966, bà tái hôn với Alex Colodny. Người chồng thứ hai của bà mất năm 1985. Bà qua đời năm 2001 tại Thị trấn St. Albans, Vermont, hưởng thọ 94 tuổi.